# Sergij av Radonezjs kyrka
Sergij av Radonezjs kyrka (ryska: Храм Сергия Радонежского; translitteration: Hram Sergija Radoshskogo) är en rysk-ortodox kyrkobyggnad belägen i staden Staryj Oskol, i Belgorod oblast, i västra Ryssland.
Kyrkan är helgad åt helgonet Sergij av Radonezj och tillhör det rysk-ortodoxa stiftet Belgorods stift.

## Historik
Grundstenen till Sergij av Radonezjs kyrka invigdes den 17 juli 2007.
Den första bönen i kyrkan ägde rum den 8 oktober 2009, som utfördes av ärkepräst Aleksyj Zorin.
Den 18 juli 2010 välsignades klockorna. Den 21 juli samma år sattes de fem kupolerna och korsen upp på taket.
Kyrkan invigdes den 29 augusti samma år, som utfördes av ärkebiskop Ioann av Belgorod och Staryj Oskol. Den öppnades den 4 december samma år.
Sedan 2010 har också en söndagsskola varit aktiv.

## Kyrkan

### Exteriör
- Kyrkan är byggd i traditionell rysk stil och dess höjd är 40 m.[4][3]

- Den centrala och största kupolen väger 11 ton.[3]

### Inventarier
- Inne i kyrkan finns en målning som föreställer Sergij av Radonezj, som var färdig den 8 oktober 2016. Den invigdes den 13 november samma år.[2]

## Övrigt
Gudstjänsterna och liturgierna i kyrkan hålls på kyrkslaviska.

## Bilder

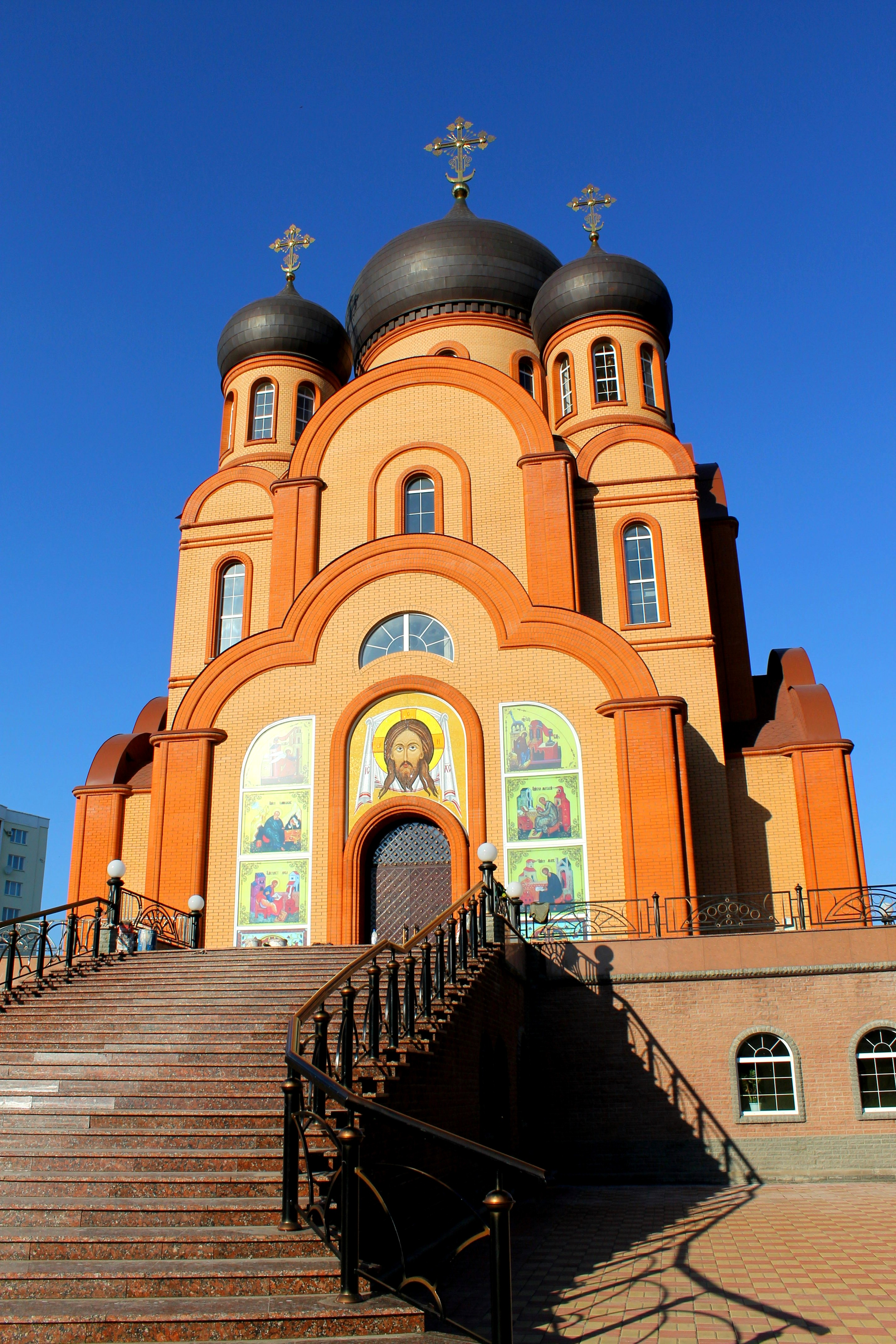
Närmare bild på entrén.